# Double Life (песня Фаррелла Уильямса)
«Double Life» — песня американского музыканта Фаррелла Уильямса. 14 июня 2024 года была выпущена лейблом Columbia Records в качестве сингла для саундтрека к анимационному фильму «Гадкий я 4».
Композиция получила в целом положительные отзывы. Многие критики и слушатели восприняли её как дисс Уильямса на рэпера Дрейка и отметили необычное, но в то же время подходящее включение песни в саундтрек к «Гадкому я 4».

## Выпуск
8 мая 2024 года Уильямс опубликовал на своем YouTube-канале 30-секундный фрагмент бриджа песни. 14 июня 2024 года Уильямс официально выпустил полную версию песни в качестве сингла в преддверии её появления в фильме «Гадкий я 4».

## Критика
В статье для Uproxx Деррик Россиньоль похвалил мелодию песни и особенно её припев, назвав его «чертовски запоминающимся». В заключение он написал: «Возможно, этот сингл не изменит мир так, как „Happy“, но он входит в топ саундтреков к детским фильмам». Майкл Сапонара из Billboard писал: «Легко представить, что „Double Life“ и запоминающийся припев, сочинённый Фарреллом, нашли своё отражение в приключениях Грю».
Лариша Пол в статье Rolling Stone отметила запоминающуюся басовую партию в песне и оценила ее как «немного грозную и экзистенциальную». Том Брейхан писал в своём обзоре, опубликованном в  Stereogum: «[Песня] не о том, чтобы быть счастливым, а это значит, что она, вероятно, не будет ещё одной „Happy“. Вместо этого, она о хранении секретов, что столь же универсально, но делает её менее подходящей для ротации на вечеринках по случаю дня рождения. Кажется, всё в порядке? Я не знаю». Он упомянул предыдущую музыку Уильямса к франшизе, посетовав на потенциальную популярность песни среди молодой аудитории фильма.
Многие критики и слушатели восприняли песню как дисс-трек в адрес канадского рэпера Дрейка, с которым у Уильямса ранее были негласные конфликты. Данило Кастро из HotNewHipHop отметил дружбу Уильямса с соперником Дрейка Pusha T и выделил строчки песни «Lie detector time» («Пришла пора для детектора лжи»), «Hey, what are you hiding?» («Эй, что ты скрываешь?»), «Nothin' wrong bein' private... Make sure it ain't wrong» (« Нет ничего плохого в том, чтобы иметь личную жизнью... Убедись, что это так»), как прямую отплату Дрейку. Кастро также прокомментировал, что было «дико», когда дисс-трек появился в саундтреке к детскому фильму. Ахмад Дэвис из Rap-Up предположил то же самое возможное намерение, отметив историю, связывающую их обоих. Дэвис рассказал о покупке Дрейком нескольких ювелирных изделий Уильямса и золотой портативной игровой приставки PlayStation Portable, а также о его последующем упоминании этих покупок в своем дисс-треке 2024 года «Family Matters», также отметив, что лирическое содержание является косвенным выпадом в адрес Дрейка в ответ на более ранние высказывания рэпера. Джелани Тернер-Уильямс из Complex вспомнила о прошлых разногласиях между ними, вспомнив о первоначальных провокациях Дрейка по отношению к Уильямсу в совместном с Трэвисом Скоттом треке «Meltdown» в 2023 году, и о том, что Уильямс до сих пор напрямую не упоминал их конфликт. Он отметил, что известный соперник Уильямса Кендрик Ламар сыграет главную роль в предстоящем биографическом фильме Lego Piece by Piece (2024).

## Участники записи
Источник: YouTube
Музыканты
| - Фаррелл Уильямс — вокал, текст - Марк Грэм — дирижирование - Шелли Берг — аранжировка - Стив Дресс — контрабас - Крис Коллгаард — контрабас - Джефф Осика — контрабас - Майк Валерио — контрабас - Роуз Корриган — фагот - Энтони Парнтер — фагот - Якоб Браун — виолончель - Джованна Клейтон — виолончель - Ванесса Фриберн-Смит — виолончель - Росс Гасворт — виолончель - Паула Хоххальтер — виолончель - Деннис Кармазин — виолончель - Армен Ксаджикян — виолончель - Бен Лэш — виолончель - Стюарт Кларк — кларнет - Сал Лозано — кларнет | - Брент Пашке — электрогитара - Лаура Бренес — валторна - Кэти Фараудо — валторна - Дилан Харт — валторна - Бен Джабер — валторна - Адедеджи Огунфолу — валторна - Тиг Ривз — валторна - Шон Франц — гобой - Джессика Перлман — гобой - Уэйд Каллбрет — перкуссия - Брайан Килгор — перкуссия - Крейг Госнелл — тромбон - Алекс Айлс — тромбон - Эндрю Мартин — тромбон - Стив Трапани — тромбон - Уэйн Бержерон — труба - Джон Льюис — труба - Дэн Розенбум — труба - Роб Шер — труба | - Блейк Купер — туба - Дуг Торнквист — туба - Рита Андраде — альт - Роб Брофи — альт - Мередит Кроуфорд — альт - Эндрю Даклс — альт - Альма Фернандес — альт - Дрю Форд — альт - Том Ли — альт - Шон Манн — альт - Люк Маурер — альт - Эрик Райнерсон — альт - Дэйв Уолтер — альт - Родни Виртц — альт - Юнь-Ми Ан — скрипка - Чарли Бишарат — скрипка - Пол Картрайт — скрипка - Брюс Дуков — скрипка - Молли Голдбаум — скрипка | - Уинтон Грант — скрипка - Джессика Гидери — скрипка - Тамара Хатван — скрипка - Луанна Хомзи — скрипка - Бенджамин Якобсон — скрипка - Ана Ландауэр — скрипка - Сонга Ли — скрипка - Натали Леггетт — скрипка - Филипп Леви — скрипка - Майя Магуб — скрипка - Стефани Мэтьюз — скрипка - Хелен Найтингейл — скрипка - Грейс О — скрипка - Алисса Пак — скрипка - Кэти Слоан — скрипка - Тереза Станислав — скрипка - Ина Вели — скрипка - Шалини Виджаян — скрипка - Майя Джаспер-Уайт — скрипка |

Технический персонал
- Фаррелл Уильямс — продюсирование
- Брайс Бордоне — звукорежиссирование
- Майк Ларсон — звукорежиссирование
- Алан Мейерсон — звукорежиссирование
- Рэнди Меррилл — инженер по мастерингу
- Сербан Генеа — инженер по микшированию

## Чарты
| Чарт (2024)                            | Высшая позиция |
| -------------------------------------- | -------------- |
| Австралия (ARIA Hip Hop/R&B)           | 23             |
| Великобритания (OCC UK Singles)        | 56             |
| Ирландия (IRMA)                        | 52             |
| Канада (Billboard Canadian Hot 100)    | 79             |
| Новая Зеландия (RMNZ Hot Singles)      | 27             |
| США (Billboard Bubbling Under Hot 100) | 5              |